# Harmaja
Harmaja (finnisch) oder Gråhara (schwedisch) ist eine Schäre im Stadtteil Ulkosaaret (Utöarna) im Süden der finnischen Hauptstadt Helsinki (Helsingfors).

## Geschichte und Name
Da Helsinki eine zweisprachige Stadt ist, besitzt die Insel offizielle Namen in beiden Landessprachen. Aufgrund der finnischsprachigen Majorität im Verwaltungsgebiet erscheint der finnische Name auf amtlichen Schildern zuerst. 
Der schwedische Name Gråhara ist seit den 1640er Jahren bekannt, als die Insel bereits als Standort für ein Seezeichen aus Steinen diente. In aktueller Schreibung ist der Name auf Karten aus dem Jahr 1873 belegt. Es handelt sich um eine Wortzusammensetzung mit dem Adjektiv „grau“ (grå), das die Farbe der Felsen beschreibt, als Bestimmungswort. Das Grundwort hara ~ haru bezeichnet eine kleine weit vor der Küste liegende Felseninsel oder Schäre. Namen auf hara(n) ~ haru(n) sind typisch für kahle, felsige Außeninseln.
Der finnische Name (abgeleitet aus dem Adjektiv harmaa „schmutzgrau“) wurde erst in den 1920er Jahren in den offiziellen Sprachgebrauch übernommen.

## Lage und Bedeutung
1883 wurde auf Harmaja ein Leuchtturm mit Lotsenstation errichtet. Da der Leuchtturm ursprünglich nur 7,30 Meter hoch war, wurde die Höhe 1900 durch einen Sockel verdoppelt. 
Während der Olympischen Sommerspiele 1952 war Harmaja neben Liuskasaari Austragungsort der Segelregatten.